# Marsdenia argentata
Marsdenia argentata är en oleanderväxtart som beskrevs av P.I. Forster. Marsdenia argentata ingår i släktet Marsdenia och familjen oleanderväxter. Inga underarter finns listade i Catalogue of Life.